# XV Giochi del Commonwealth
I XV Giochi del Commonwealth si tennero a Victoria, tra il 18 e il 28 agosto 1994. Fu la quarta volta che il Canada ospitò tale evento. Parteciparono 63 nazioni, 33 delle quali ottennero almeno una medaglia, con un totale di 2557 atleti. Sudafrica tornata ai giochi dopo la fine dell'Apartheid. Hong Kong ha fatto il suo ultimo aspètto prima del trasferimento della sua sovranità alla Cina.

## Assegnazione
Furono presentate tre offerte per i Giochi del Commonwealth del 1994. Victoria, Nuova Delhi e Cardiff erano le città candidate. Il 15 settembre 1988, la Federazione dei Giochi del Commonwealth votò per assegnare a Victoria i Giochi del Commonwealth del 1994.
| Città     | Paese  | Voti |
| --------- | ------ | ---- |
| Victoria  | Canada | 29   |
| New Delhi | India  | 18   |
| Cardiff   | Wales  | 7    |

## I Giochi

### Sport
I Giochi del Commonwealth del 1994 hanno compreso un totale di 10 sport. Le discipline generali affrontate dagli atleti sono state le seguenti:
- Atletica leggera
- Badminton
- Ciclismo
- Ginnastica
  -  Ginnastica artistica
  -  Ginnastica ritmica
- Lawn bowls
- Lotta
- Pugilato
- Sollevamento pesi
- Sport acquatici
  -  Nuoto
  -  Nuoto sincronizzato
  -  Tuffi
- Tiro

## Medagliere

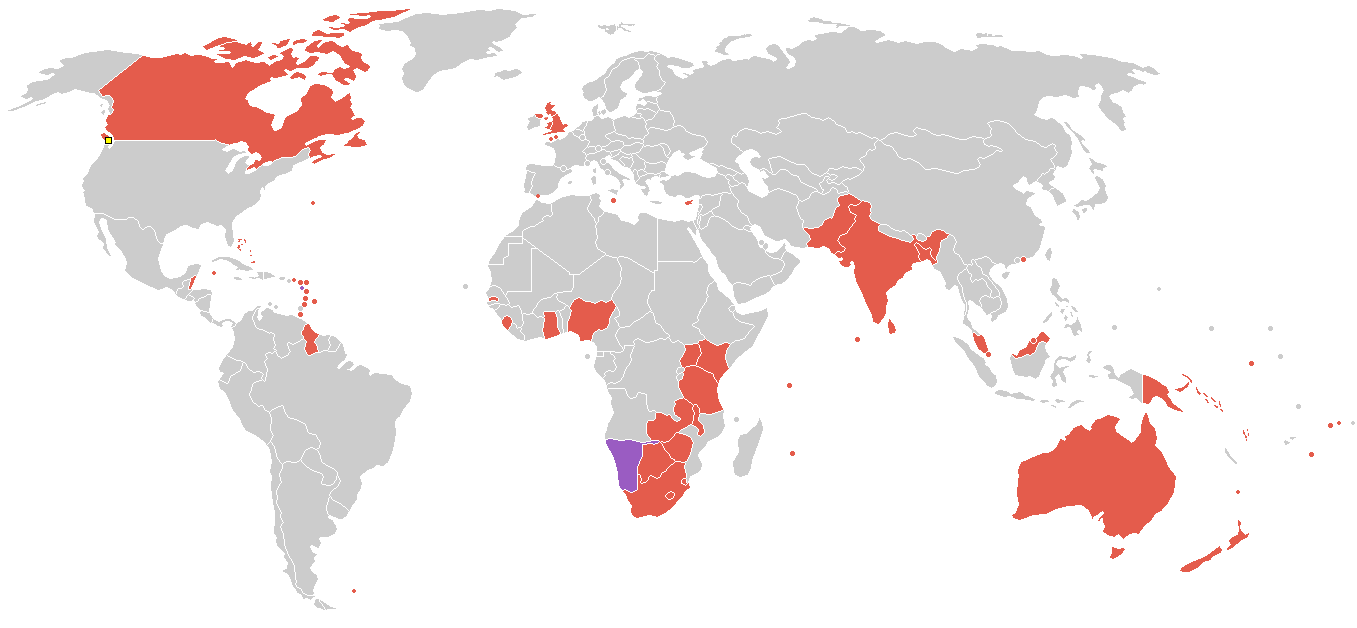
Paesi partecipanti

| #      | Nazione            | Oro | Argento | Bronzo | Totale |
| ------ | ------------------ | --- | ------- | ------ | ------ |
| 1      | Australia          | 88  | 53      | 43     | 184    |
| 2      | Canada             | 41  | 43      | 49     | 133    |
| 3      | Inghilterra        | 31  | 45      | 51     | 127    |
| 4      | Nigeria            | 11  | 13      | 13     | 37     |
| 5      | Kenya              | 7   | 4       | 8      | 19     |
| 6      | India              | 6   | 12      | 7      | 25     |
| 7      | Scozia             | 6   | 3       | 11     | 20     |
| 8      | Nuova Zelanda      | 5   | 16      | 21     | 42     |
| 9      | Galles             | 5   | 8       | 6      | 19     |
| 10     | Irlanda del Nord   | 5   | 2       | 3      | 10     |
| 11     | Nauru              | 3   | 0       | 0      | 3      |
| 12     | Sudafrica          | 2   | 4       | 5      | 11     |
| 13     | Giamaica           | 2   | 4       | 2      | 8      |
| 14     | Malaysia           | 2   | 3       | 2      | 7      |
| 15     | Cipro              | 2   | 1       | 2      | 5      |
| 16     | Sri Lanka          | 1   | 2       | 0      | 3      |
| 17     | Zambia             | 1   | 1       | 2      | 4      |
| 18     | Namibia            | 1   | 0       | 1      | 2      |
| 19     | Zimbabwe           | 0   | 3       | 3      | 6      |
| 20     | Papua Nuova Guinea | 0   | 1       | 0      | 1      |
| 20     | Samoa              | 1   | 0       | 1      | 0      |
| 22     | Hong Kong          | 0   | 0       | 4      | 4      |
| 23     | Pakistan           | 0   | 0       | 3      | 3      |
| 24     | Ghana              | 0   | 0       | 2      | 2      |
| 24     | Trinidad e Tobago  | 0   | 0       | 2      | 2      |
| 24     | Uganda             | 0   | 0       | 2      | 2      |
| 27     | Bermuda            | 0   | 0       | 1      | 1      |
| 27     | Botswana           | 0   | 0       | 1      | 1      |
| 27     | Guernsey           | 0   | 0       | 1      | 1      |
| 27     | Isola Norfolk      | 0   | 0       | 1      | 1      |
| 27     | Seychelles         | 0   | 0       | 1      | 1      |
| 27     | Tanzania           | 0   | 0       | 1      | 1      |
| 27     | Tonga              | 0   | 0       | 1      | 1      |
| Totale | Totale             | 219 | 219     | 249    | 687    |